# Christoph Gottfried Bardili
Christoph Gottfried Bardili (ur. w 1761 w Blaubeuren, zm. w 1808 Stuttgarcie) – filozof niemiecki. Jego system nie wywarł wielkiego wpływu na myśl niemiecką; jedynie Karl Reinhold bronił go przed atakami Fichtego i Schellinga. Mimo to pewne jego idee otworzyły drogę późniejszym spekulacjom Schellinga i Hegla. Bardili odcinał się od kantowskiego rozróżnienia między materią a formą myślenia, sądząc że filozofia powinna rozważać tylko myślenie w sobie, czyste myślenie, podłoże możliwości bytu.
Fundamentalną zasadą myślenia jest zdaniem Bardelliego zasada identyczności - myślenie logiczne jest myśleniem rzeczywistym. Substancja w której działa myśl jest nieokreślona w sobie, ale staje się określona poprzez akt myślenia. Utrzymywał, że myśl nie ma sama w sobie możliwości rozwoju, ostatecznie redukując ją do obliczeń arytmetycznych.

## Dzieła
- Grundriss der ersten Logik (1800)
- Über die Gesetze der Ideenassociation (1796)
- Briefe über den Ursprung der Metaphysik (1798)
- Philos. Elementarlehre (1802-1806)
- Beiträge zur Beurteilung des gegenwärtigen Zustandes der Vernunftlehre (1803)